# Eugène-Auguste Petitdemange
Eugène Auguste Petitdemange (ur. 31 maja 1866 w Lapoutroie, zm. 29 maja 1963 w Saint-Symphorien) – generał dywizji armii francuskiej.

## Życiorys
Syn Jeana Baptiste’a i Marie Claire Vincent.
Absolwent Akademii Wojskowej w Saint-Cyr (1887-1889), promocja Timbuktu (72e promotion de Tombouctou), mianowany podporucznikiem (Sous-lieutenant) w korpusie piechoty morskiej (Infanterie de marine). Został oficerem francuskich wojsk kolonialnych. Służył m.in. na Madagaskarze, w Senegalu, północnym Wietnamie, oraz w Dahomeju. W 1892 służy w 3 pułku Tirailleurs Tonkinese. W latach 1892 – 1894 byłoficerem w 2 RIMA w Breście skąd powrócił do 3 pułku Tirailleurs Tonkinese. W 1897 zostaje wysłany na Madagaskar. W maju 1915 został dowódcą 2e régiment mixte colonia który następnie zostaje przekształcony 52 kolonialny pułk piechoty. Pułk bierze udział we francuskiej nieudanej ofensywie w Szampanii we wrześniu 1915. 25 września i w ciągu kilku kolejnych dni walk 52 pp doznaje ciężkich strat a sam dowódca prawdopodobnie zostaje ranny i zastąpiony w obowiązkach przez innego oficera. Petitdemange walczy wraz z 52 pułkiem nad Sommą, W kwietniu 1917 pułk zostaje przerzucony nad Aisne na odcinek pomiędzy Soissons a Reims gdzie przygotowywał się do ofensywy Nivelle'a. Petitdemange zostaje dowódcą grupy bojowej złożonej z 52 i 53 pułku piechoty kolonialnej oraz trzech samodzielnych batalionów tyralierów senegalskich. Grupa działa w składzie 10 Dywizji Piechoty Kolonialnej. 16 kwietnia następuje atak wojsk francuskich zakończony masakrą oddziałów. 10 Dywizja Piechoty Kolonialnej straciła 150 oficerów i 5000 żołnierzy wobec czego – 19 kwietnia została wycofana na tyły. Petitdemange zostaje ranny pod Chemin des Dames pierwszego dnia ofensywy.
W 1917 w stopniu pułkownika został komendantem obozu szkoleniowego w Fréjus.
Dowódca 3 Dywizji Strzelców Polskich. Dowodził dywizją podczas operacji Wojsk Polskich na Wołyniu w 1919.
5 lipca 1905 zawarł związek małżeński z Berthe Stutz.

## Awanse
- podporucznik – 1 X 1889
- porucznik – 19 XI 1891
- kapitan – 29 III 1899
- generał brygady – 23.12.1918
- generał dywizji – 1926

## Ordery i odznaczenia
- Wielki Oficer Legii Honorowej 25 I 1952
- Komandor Legii Honorowej – 17 I 1920
- Oficer Legii Honorowej – 19 X 1920
- Kawaler Legii Honorowej – 31 V 1904